# Smedbock
Smedbock (Ergates faber), eller jättevedbock är en skalbagge som tillhör familjen långhorningar. 

## Kännetecken
Smedbocken är en av de största skalbaggarna i Norden med en längd på 30 till 60 millimeter. Den är svartbrun eller svart med antenner som hos hanen är nästan lika lång som kroppen. Honans antenner är något kortare, cirka tvåtredjedelar av hanens. På bakre delen av halsskölden finns en tagg på varje sida. Larven blir 70 till 80 millimeter lång. 

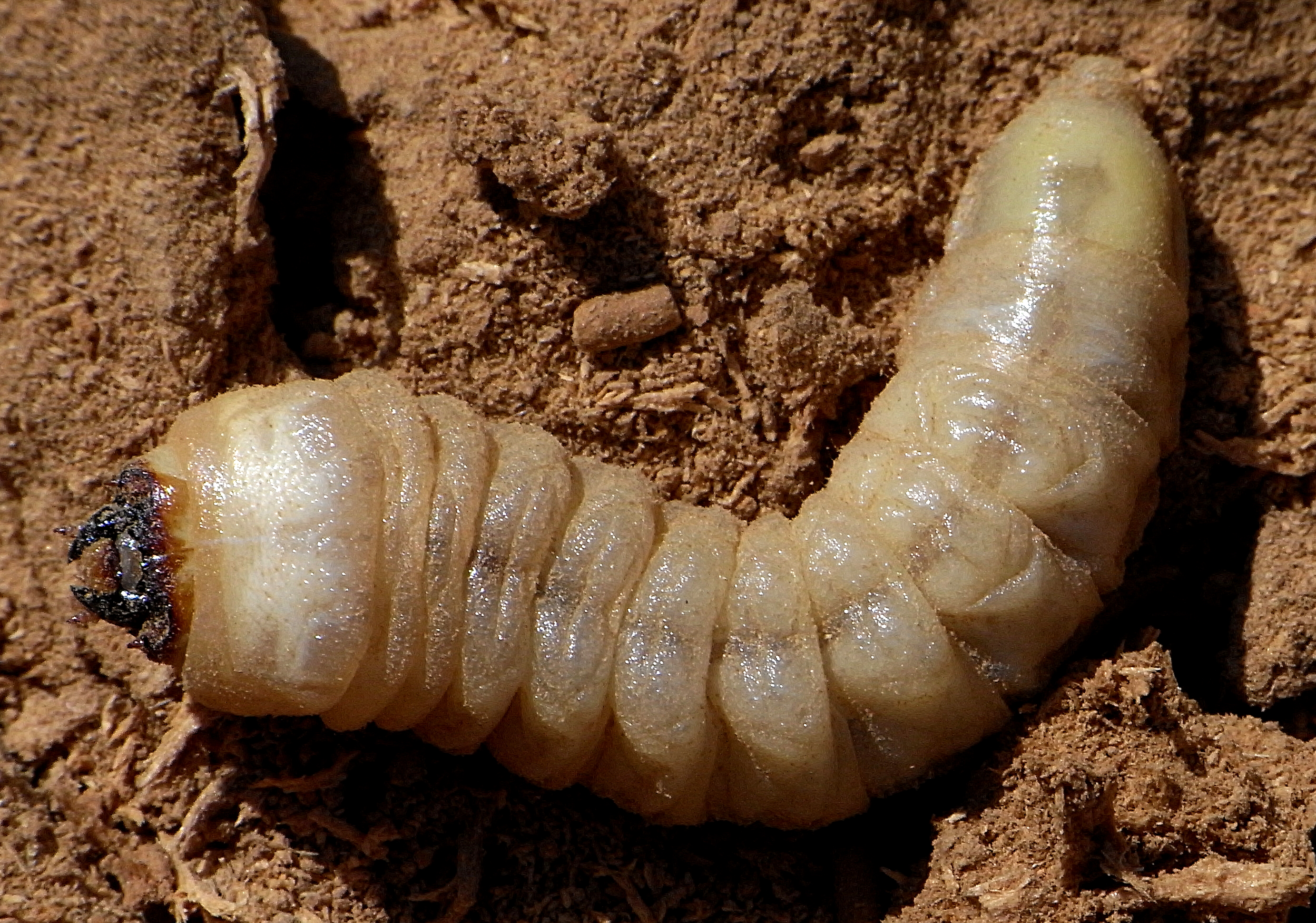
Larv

## Utbredning
I Sverige finns smedbocken endast på Gotland, Fårö och Gotska sandön där den på vissa ställen är ganska vanlig. Tidigare, för cirka hundra år sedan, fanns den även i södra Götaland. I Europa finns den från södra Litauen och vidare genom Mellan- och Sydeuropa ner till Algeriet och Marocko. 

## Levnadssätt
Larven lever i döda stammar eller stubbar av framför allt tall, men ibland på andra barrträd. Veden ska ha varit död länge, gärna flera decennier, och helst solexponerad. Skalbaggen är aktiv i skymningen och kan då ses krypande på gamla tallstammar. Den intar ingen föda som fullvuxen. Larvutvecklingen tar 3 till 4 år medan den fullvuxna skalbaggen endast lever i två veckor.

## Etymologi
Faber betyder hantverkare, framför allt smed, på latin.